# لغات فينية بلطيقية
اللغات الفينية البلطيقية يتحدث حول بحر البلطيق حوالي 7 ملايين نسمة، وهي إحدى تفرعات عائلة اللغات الأورالية.
أهم اللغات الحديثة المنتمية إلى اللغات الفينية البلطيقية هي الفنلندية والإستونية اللغتي الرسميتين بالبلدين المعنيين. اللغات الفينية الأخرى في منطقة بحر البلطيق هي الإنغرية والكاريلية واللودية والفبسية والفوتية المحدث بها حوالي خليج فنلندا وبحيرتي أونيغا ولادوغا. لغتا فورو وسيتو (الأحفاد الحديثة للغة الإستونية الجنوبية التاريخية) يحدث بها في جنوب شرق إستونيا واللغة الليفونية في أجزاء من لاتفيا.
اللغات الأصغر تختفي. في القرن العشرين كان عدد المتحدثين بالليفونية والفوتية كان أقل من 100. غيرها من الجماعات التي هناك سجلات اختفت منذ ذلك الحين.
ميانكييلي (في شمال السويد) واللغة الكفنية (في شمال النرويج) واللهجات الفنلندية التي قدمتها البلدان الإسكندنافية السويد والنرويج وضعا قانونيا لغات مستقلة. متبادلة بشكل واضح مع الفنلندية.